# التعليم في السويد

## المدارس
السويد واحدة من أفضل أنظمة التعليم في العالم. الأطفال الذين تتراوح أعمارهم بين 1-5 سنوات من العمر يضمنوا مكانا في دور الحضانة العامة السويدية والذين تتراوح أعمارهم بين 6 و16 من الأطفال يحضرون التعليم الإلزامي والشامل. الطلاب السويديون الذين تبدأ أعمارهم من 15 عاما حاصلين على تقييمات البيزا وهكذا هم لسيوا بأقل أو أعلى من متوسط منظمة التنمية العالمية.بعد الانتهاء من الصف 9th، حوالي 90 ٪ من الطلاب يواصلوا الثانوية العليا لمدة ثلاث سنوات)، والذي يمكن أن يؤدي إلى كل من التأهيل الوظيفي أو في امتحان الدخول إلى الجامعة. النظام المدرسي إلى حد كبير يتم تمويله من الضرائب. الحكومة السويدية تعامل العامة والمدارس المستقلة على قدم المساواة من خلال تقديم قسيمة التعليم في عام 1992 وذلك يجعلها واحدة من أوائل الدول في العالم بعد هولندا. يمكن لأي شخص أن ينشئ مدرسة للربح والبلدية يجب أن تدفع للمدارس الجديدة نفس المبلغ الذي تحصل عليه مدارس البلدية. وجبة الغداء المدرسية تقدم دون مال لجميع الطلاب في السويد، والتي عادة ما تشمل واحدا أو اثنين من أنواع مختلفة من وجبات ساخنة، وجبات للنباتيين، ومنضدة والفاكهة والخبز والحليب أو الماء للشرب. بعض المدارس، وخاصة رياض الأطفال والمدارس المتوسطة تكون بها وجبة الإفطار مجانا لأولئك الذين يريدون أن يأكلوا قبل بدء الدراسة.
يوجد نظام للمغتربين هناك وبرامج خاصة للتعليم للوافدين كالتالى:
يشتمل البرنامج على التركيز على اللغة السويدية واللغة الإنجليزية بشكل مبسط بالإضافة إلى لغة الطالب الأم سواء كانت عربية أو هندية أو أرمينية أو طاجيكية أو أي لغة يتحدثها الطالب كلغة أم حرصاً منهم على بقاء الطالب على ارتباط بلغته، ثم يشتمل البرنامج أيضاً على النشاط الرياضي الذي يبدأ بالسباحة كتدريب أساسي للجميع حيث تُعتبر السباحة منهجًا إلزاميًا لكون السويد معظمها بحيرات لتأمين جميع الطلاب من خطر الغرق بالإضافة إلى تعليمهم الأشغال العامة مثل النجارة والنحت والكهرباء والإلكترونيات والرسم والتصوير الفوتوغرافي والخياطة والتطريز.
ذهلت من كُل تلك الحرف التي يعلمونها للطلاب إلى جوار منهج التعليم، كُل هذه الإمكانات في المدارس وهي إلزامية حتى ينشأ جيل يحترم المهن الدونية ويعشقها ولا يتأفف منها وهو الأهم لأنه من المستحيل أن يكون الجميع معلمين فقط أو أطباء فقط أو ممرضين فقط أو مهندسين فقط كما أن الطالب يتخرج من المدرسة وهو قادر على ممارسة المهنة التي يميل إليها ونحن نهيئ له في إجازة الصيف إمكانية العمل في أي مؤسسة خدمية ليتدرب فيها على النشاط الذي يعشقه أو يجيده أو يميل إليه، ويصرف له مرتب نشجعه على التبرع به لهيئات الإغاثة الدولية ومن حقه الاحتفاظ بالمبلغ الذي يتقاضاه من تلك المؤسسة إلا أن طلابنا عادة يجدون التشجيع من المدرسة ومن آبائهم على التبرع به للمنظمات الخيرية الدولية ويحصل بموجب ذلك التبرع على نقاط تؤهله إلى حضور المناسبات الوطنية مجاناً على حساب المدرسة.

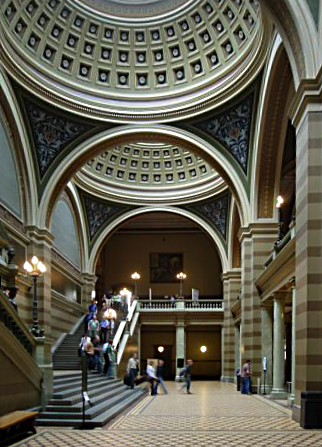
جامعة أوبسالا (تأسست 1477)

وأيضا المدارس تساعد الاسر في التكاليف المدرسية فأنها توفر كل احتياجاتهم من كتب ومراسم وأقلام وجميع الأدوات.

## الجامعات
هناك عدد من الجامعات المختلفة والكليات في السويد، وأقدم وأكبر الجامعات هي أوبسالا، لوند، غوتنبرغ وستوكهولم. فقط عدد قليل من البلدان، مثل كندا، والولايات المتحدة واليابان لديها مستويات أعلى من التعليم العالي والدرجة العلمية. ومثل العديد من البلدان الأوروبية الأخرى، فأن الحكومة تدعم التعليم للطلاب الأجانب للحصول على شهادة في المؤسسات السويدية، وإن كان هناك حديث عن تغيير ذلك. وتعتبر السويد ثاني البلدان الأوربية من بعد بريطانيا من حيث حيازتها على الطلاب السعوديين المبتعثين.

## البحث العلمي والابتكار
على الرغم من كونها بلداً صغيراً نسبياً، فإن السويد منذ فترة طويلة في طليعة البحث والتطوير. أكدت الحكومة السويدية لعدة عقود التزامها بتعزيز البحث والتطوير والأنشطة العلمية. ساعدت هذه المشاركة القوية في جعل السويد بلداً رائداً في العالم من حيث الابتكار، حيث حلّت في المركز الثالث في مؤشر الابتكار العالمي عام 2022 والثاني عامي 2023 و2024،
. لسنوات عديدة والسويد كانت لاعباً بارزاً في منظمة التعاون والتنمية الاقتصادية من حيث حجم استثماراتها واستخدامها التكنولوجيا المتقدمة. في مقارنة دولية، فإن الصناعة التكنولوجية الدقيقة كبيرة في كل مجالات التنكولوجيا العالية وخصوصاً في مجال الاتصالات اللاسلكية والأدوية.
علاوة على ذلك تصنف السويد في المرتبة الأولى أو الثانية من حيث عدد الأوراق العلمية في مجالات العلوم الطبية والعلوم الطبيعية والهندسية في عام 2001. كانت السويد رائدة على مستوى العالم في مجال العلوم الطبية والثانية فقط بعد سويسرا في مجال العلوم الطبيعية والهندسة من حيث عدد المطبوعات فيما يتعلق بحجم السكان.